# Victrix pinkeri
Victrix pinkeri là một loài bướm đêm trong họ Noctuidae.